# لو گلف ناسیونال
لو گلف ناسیونال (انگلیسی: Le Golf National) یک زمین گلف در نزدیکی پاریس، فرانسه قرار دارد.
این زمین گلف که در سال ۱۹۹۰ تاسیس شده دارای سه سطح و مسیر مختلف Albatros: مسابقات سطح بالا، Aigle: برای گلف‌بازان در تمام سطوح و Oiselet: در سطح آموزشی است. لو گلف ناسیونال ظرفیت ۸۰٬۰۰۰ نفر تماشاگر را دارد.

## نگارخانه

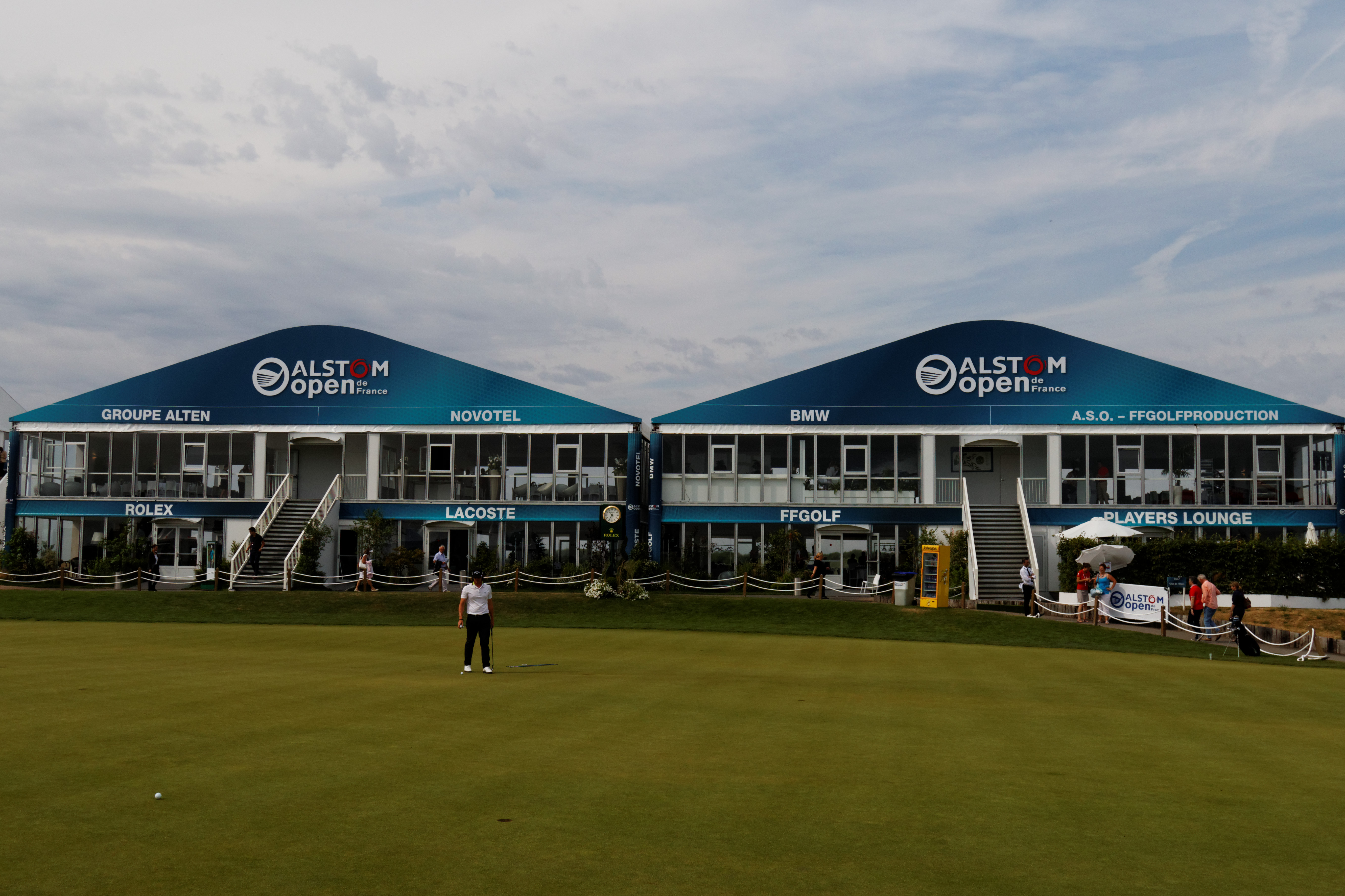
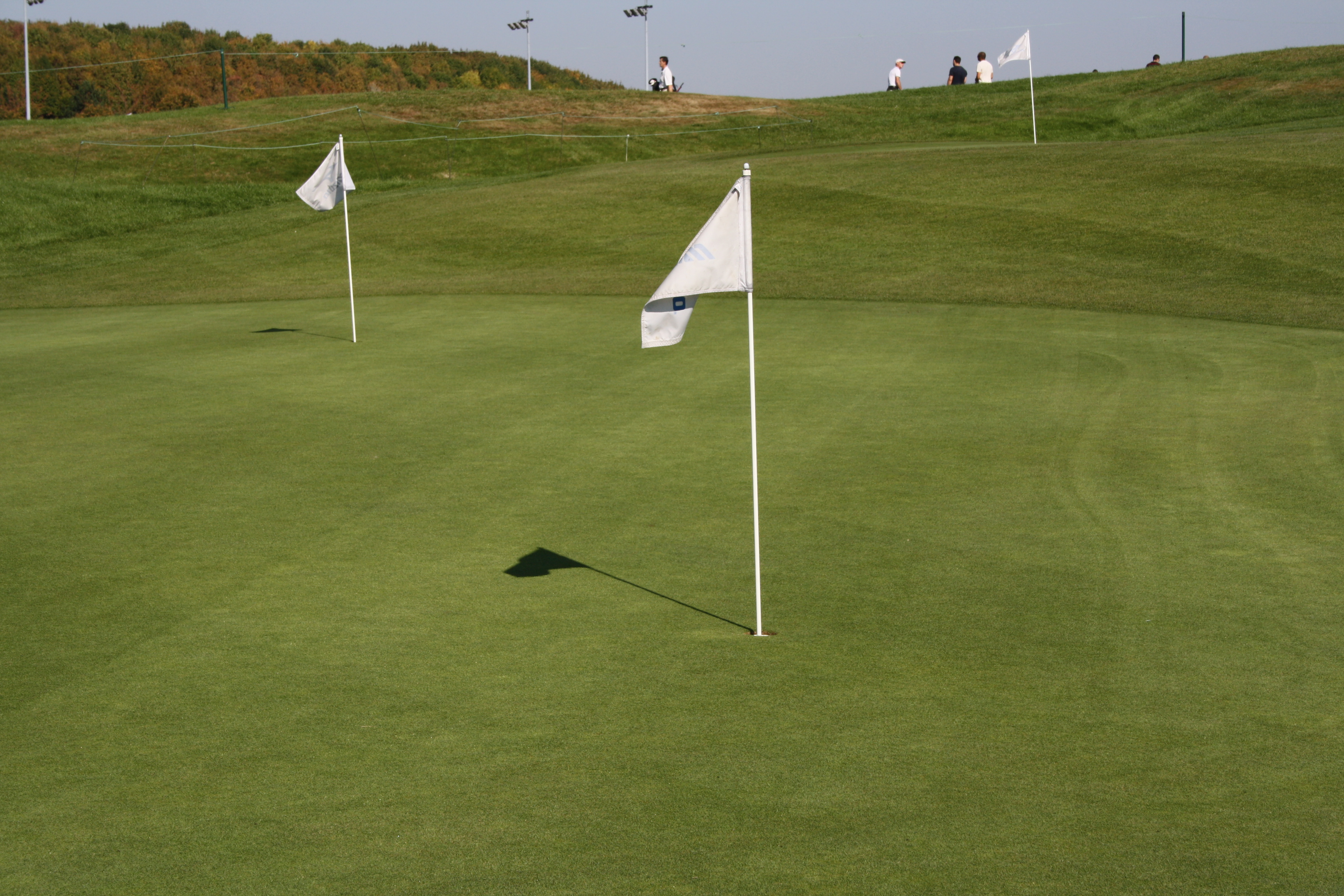
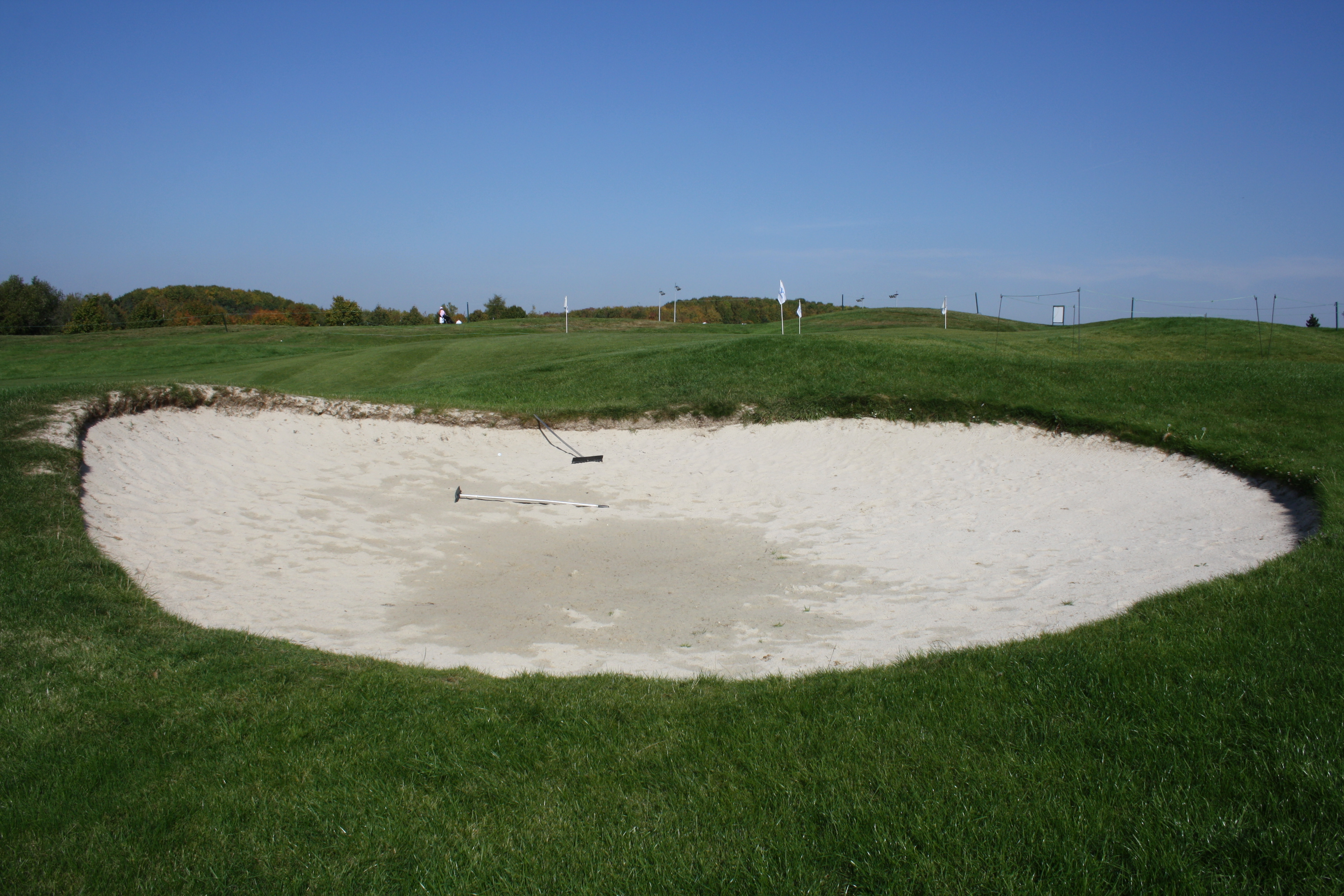
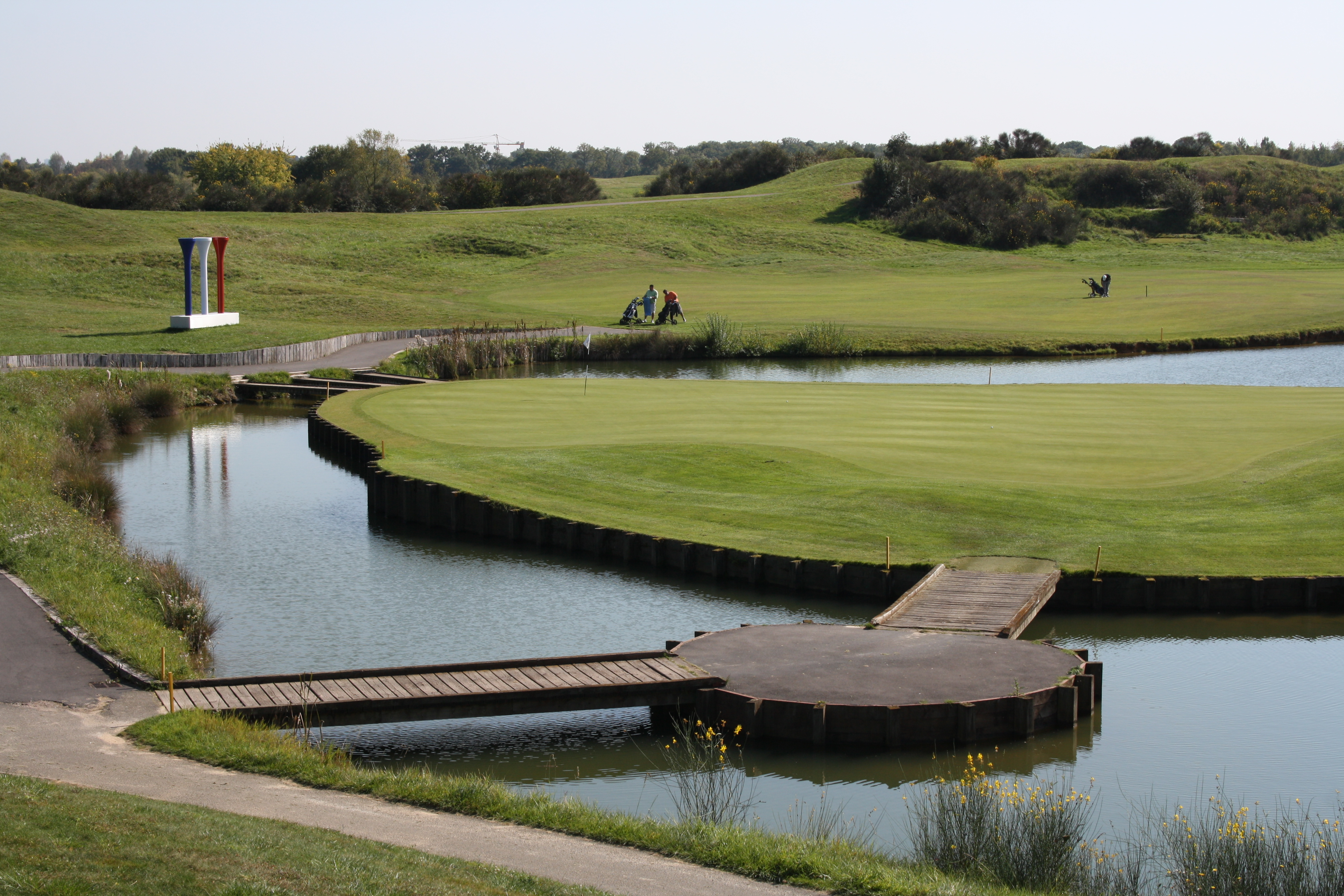
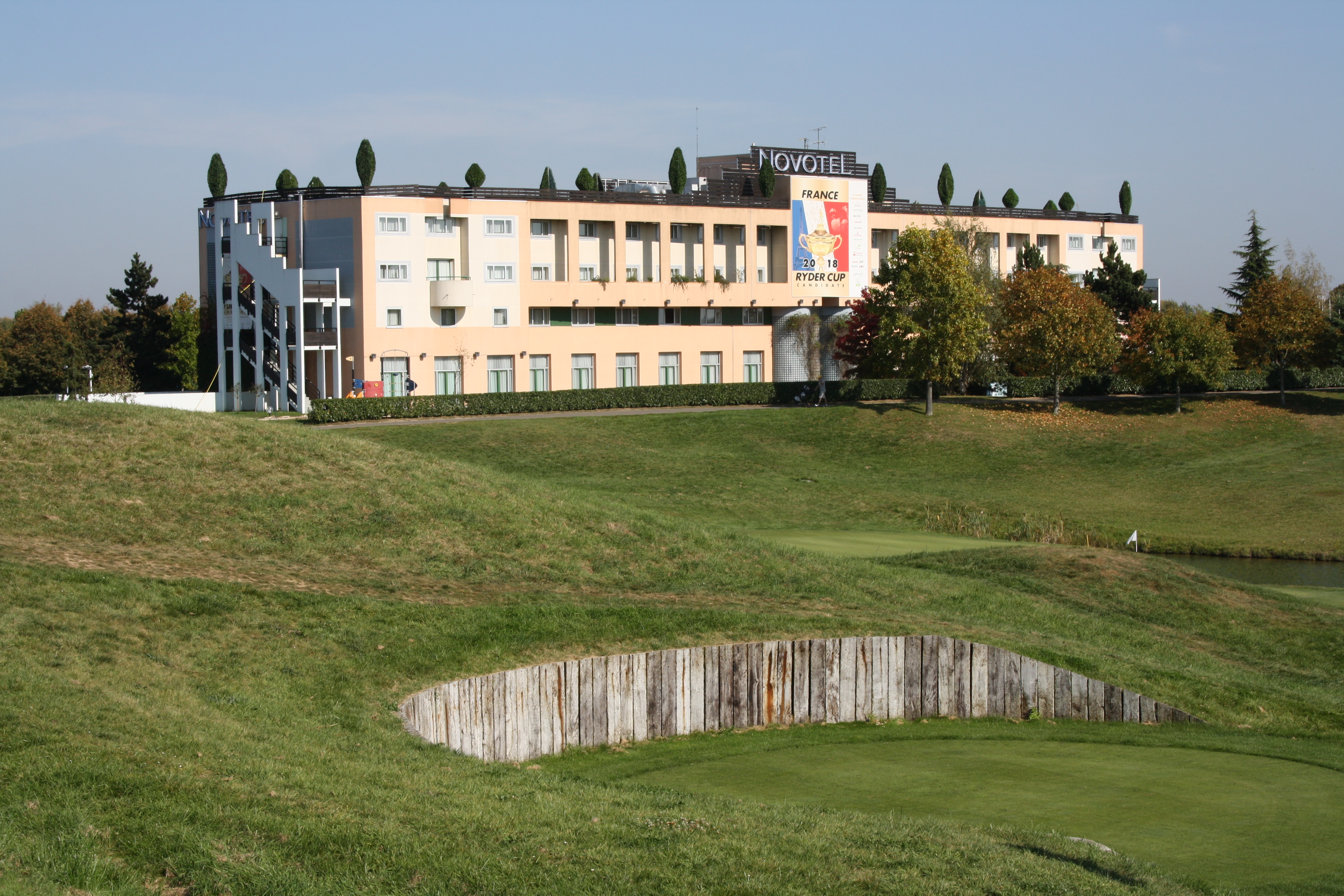